# 3875 Штеле
3875 Штеле (3875 Staehle) — астероїд головного поясу, відкритий 17 травня 1988 року.
Тіссеранів параметр щодо Юпітера — 3,614.